# Deontay Wilder
Deontay Leshun Wilder (Tuscaloosa, Alabama, 1985. október 22. –) amerikai ökölvívó. Korábban a WBC nehézsúlyú világbajnoka, és korábbi olimpiai bronzérmes. A beceneve „Bronz Bombázó”. Wilder az egyik legnagyobb ütő a nehézsúly történetében. 97% a KO aránya.

## Amatőr karrier
23 amatőr mérkőzéséből 19-et megnyert. A 2008-as pekingi olimpián bronzérmet nyert nehézsúlyban.

## Amatőr sikerek
- 2007: Nemzetközi Aranykesztyű: aranyérem
- 2007: Egyesült Államok Nemzeti Bajnokság: aranyérem
- 2008: Olimpiai Játékok: bronzérem

## Profi karrier
Wilder 2009 november 15-én lett profi. Az első találkozóját TKO-val nyerte a második menetben Ethan Cox ellen.
A következő 5 évben Wilder 32 meccses KO szériát épített ki, olyan neveket vert meg mint  Owen Beck, Audley Harrison, Siarhei Liakhovich
és Malik Scott akinek a legyőzésével kiérdemelt egy meccset a WBC bajnok Bermane Stiverne ellen.
Wilder 2015 január 17-én megmérkőzött Bermane Stiverne-nel. A találkozót az amerikai kihívó végig uralta, több alkalommal is megfogta a bajnokot, de Stiverne végig állta a találkozót. A mérkőzést Deontay Wilder nyerte meg egyhangú pontozással, ezzel ő lett az első amerikai nehézsúlyú világbajnok 9 év után.
Wilder első ízben Eric Molina ellen védte meg a WBC nehézsúlyú világbajnoki címét 2015 június 13-án, a kilencedik menetben KO-val nyert.

## Magánélete
Deontaynak 2 lánya van Naieya és Ava, és két fia Dereon és Deontay Jr.
Deontay élettörténetéről íródott egy könyv Deontay the Future World Champ névvel (Deontay a Jövő Bajnoka). A könyv a fiatal Deontayról szól, aki valóra váltja az álmát, hogy egy nap világsztár ökölvívó legyen.